# Barchan (tkanina)

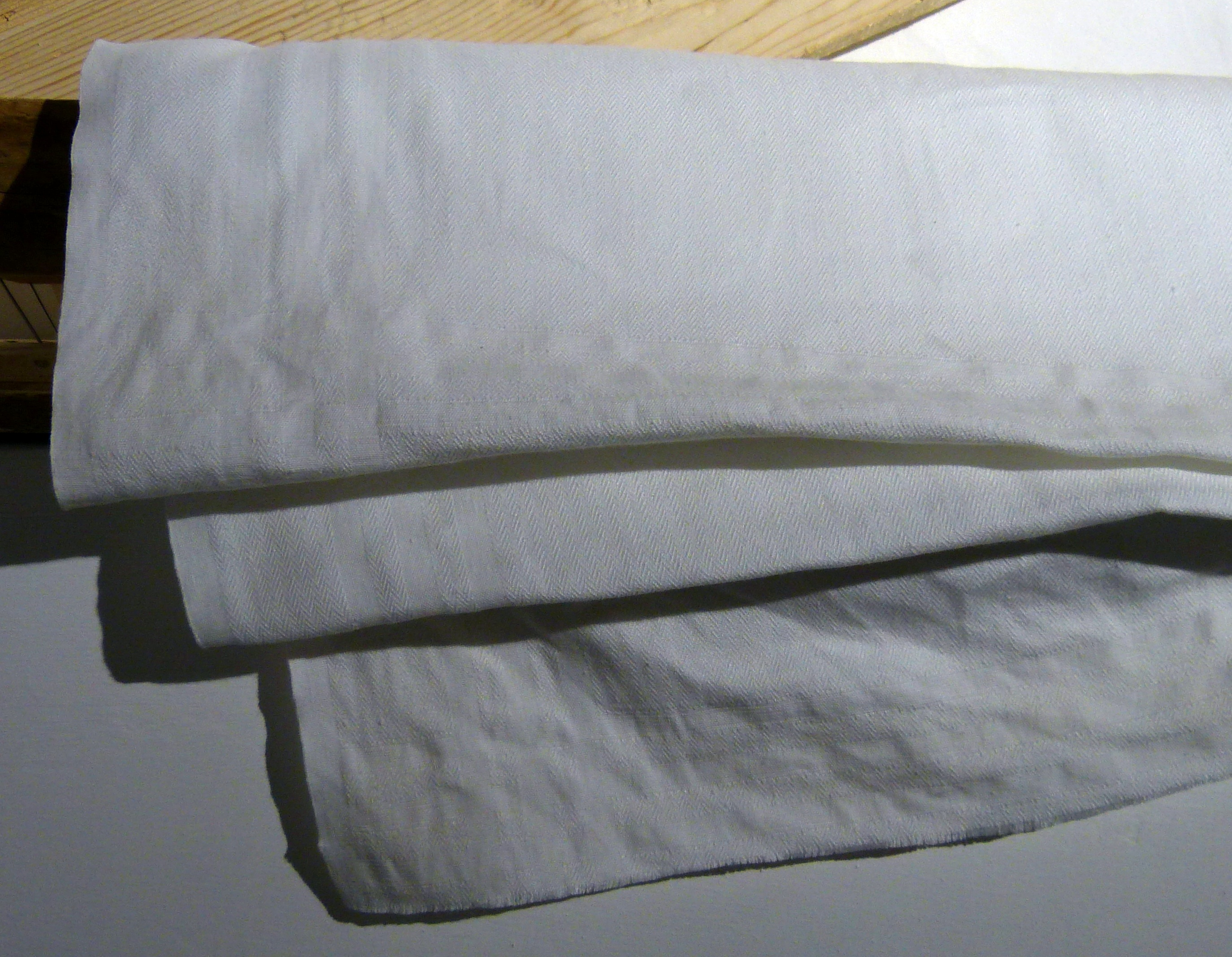
Barchan

Barchan (arab. ‏بركان‎ barrakān) – rodzaj tkaniny lniano-bawełnianej, jednostronnie barwionej, ze splotem skośnym lub płóciennym. 
Początkowo była puszysta (drapana) tylko lewostronnie, od XIX wieku jest drapana dwustronnie. Może być barwiona lub drukowana. Głównie używana do wyrobu bielizny. 
W Polsce znana od XIV w., natomiast manufaktury niemieckie (Szwajcaria, Prusy, Kolonia, Ulm, Augsburg, Śląsk, Czechy, Słowacja) barchan produkowały już wcześniej.